# Farahnaz Pahlavi
Yasmin Farahnaz Pahlavi (in persiano: فرحناز پهلوی; Teheran, 12 marzo 1963) è la terzogenita dello scià di Persia Mohammad Reza Pahlavi.

## Biografia
Nata a Teheran, è la terzogenita dello scià di Persia Reza Pahlavi, ma la seconda dei figli avuti dalla sua terza moglie Farah Diba. All'inizio del 1979, in conseguenza della rivoluzione islamica, è andata in esilio con tutta la sua famiglia prima al Cairo e, dopo la morte del padre nel 1980, negli Stati Uniti.
Ha studiato alla Reza Pahlavi School (Niavaran Palace) a Tehran, alla Ethel Walker School di Simsbury, all'American College del Cairo, al Bennington College in Vermont. Presso la Columbia University ha conseguito il Bachelor of Arts in social work nel 1986 e il Master's degree in child psychology nel 1990. Vive a New York.

## Titoli e trattamento
- Sua Altezza Imperiale la Principessa Yasmin Farahnaz dell'Irán (1963-1979)
- Yasmin Farahnaz Pahlavi (1979-attuale)

## Ascendenza
|                            |                      |                       | Genitori                      |  |  | Nonni             |  |  | Bisnonni                |  |
|                            |                      |                       |                               |  |  | Scià Reza Pahlavi |  |  | Maggiore Abbas Ali Khan |  |
|                            |                      |                       |                               |  |  | Scià Reza Pahlavi |  |  | Maggiore Abbas Ali Khan |  |
|                            |                      | Noush Afarin Ayromlou |                               |  |  | Scià Reza Pahlavi |  |  |                         |  |
| Scià Mohammad Reza Pahlavi |                      |                       |                               |  |  | Scià Reza Pahlavi |  |  |                         |  |
|                            |                      | Nimtaj Ayromlou       | Generale Teymūr Khan Ayromlou |  |  |                   |  |  |                         |  |
|                            |                      | Nimtaj Ayromlou       | Generale Teymūr Khan Ayromlou |  |  |                   |  |  |                         |  |
|                            |                      | Nimtaj Ayromlou       | Zahra Khanum                  |  |  |                   |  |  |                         |  |
| Farahnaz Pahlavi           |                      | Nimtaj Ayromlou       |                               |  |  |                   |  |  |                         |  |
|                            | Capitano Sohrab Diba | Mehdi Diba            |                               |  |  |                   |  |  |                         |  |
|                            | Capitano Sohrab Diba | Mehdi Diba            |                               |  |  |                   |  |  |                         |  |
|                            | Capitano Sohrab Diba | …                     |                               |  |  |                   |  |  |                         |  |
| Farah Diba                 | Capitano Sohrab Diba |                       |                               |  |  |                   |  |  |                         |  |
|                            |                      | Farideh Ghotbi        | …                             |  |  |                   |  |  |                         |  |
|                            |                      | Farideh Ghotbi        | …                             |  |  |                   |  |  |                         |  |
|                            |                      | Farideh Ghotbi        | …                             |  |  |                   |  |  |                         |  |
|                            |                      | Farideh Ghotbi        |                               |  |  |                   |  |  |                         |  |